# Pierre-Louis Panet
Pour les articles homonymes, voir Panet.
Pierre-Louis Panet (Montréal, 1er août 1761 - Montréal, 2 décembre 1812) est un homme politique bas-canadien.

## Biographie
Il a été député à la Chambre d'Assemblée du Bas-Canada de 1792 à 1796 (représentant de Cornwallis) et de 1800 à 1804 (représentant de Montréal-Est). Il a, de façon générale, appuyé l'action du « Parti bureaucrate ».
Il achète les seigneuries d'Ailleboust et Ramsay (Lanaudière) en 1800. Il est le frère aîné de Bonaventure Panet.